# Chiesa di San Salvatore Maggiore a corte
La chiesa di San Salvatore Maggiore a corte, intitolata a Gesù Cristo, salvatore del mondo, è una chiesa longobarda di Capua.

## Ubicazione
La chiesa sorge al centro di via principi longobardi, a poca distanza dal duomo, nella parte più antica del centro storico della città, nell'area in cui Di Resta, a ragione, ipotizzò fu il palazzo sede dei principi che regnarono nel Principato di Capua (formalmente dal 900 al 1059, ma come conti dall'856).
Secondo Di Resta fu parte di una sorta di recinto sacro a protezione del palazzo con le vicine chiese di san Giovanni a corte e san Michele a corte.

## Denominazione, iscrizioni antiche e ritrovamenti archeologici
La dedicazione è testimonianza della diffusione del culto che i Longobardi ebbero verso Cristo, salvatore del mondo, vero Dio e vero Uomo, della stessa natura del Padre. La grande devozione è spiegata con l'inizio della conversione al cattolicesimo dei Longobardi, in gran parte ariani fino all'età di Teodolinda.
Chiese longobarde dedicate al Salvatore ed oggi parte del sito seriale UNESCO  Longobardi in Italia: i luoghi del potere (568 - 774 d. C.) sono nella Langobardia Maior a Brescia e a Spoleto, costruzione in diretta connessione con le classi dominanti.
Anche nella Langobardia Minor il culto fu molto diffuso come testimoniano le fondazioni volute e privilegiate dai duchi / principi, tra gli altri siti, a Benevento, Salerno e Alife.
L'attributo "maggiore" deriva dalla presenza in Capua di almeno un'altra chiesa di ugual titolo, ma di minori dimensioni.
L'attributo "a corte" è anch'esso storicamente attestato, già in un primo documento del 1168. "A corte" si riferisce alla vicinanza o alla probabile pertinenza diretta della chiesa dal palazzo dei principi longobardi che sorgeva immediatamente di fronte alla facciata della chiesa. Anche in questo caso l'attributo "a corte" è esemplato su chiese di costruite in precedenza nelle sedi di Benevento e Salerno.

## Notizie storiche e documentarie
La prima notizia certa sulla chiesa risale a un documento ricordato da Monaco, relativo all'anno 961: la chiesa risulta costruita in buona memoria della signora (domina) Adelgrima. 
In effetti, Cielo ha ragionevolmente proposto di identificare la chiesa come quella già citata in un documento dell'889 - 890 conservato a Montecassino. La chiesa di san Salvatore appare citata (direttamente o indirettamente) anche documenti del 1052 e del 1130, in quello già ricordato del 1168 e, per la prima volta come parrocchia, nel 1178. Con l'attributo "ad curtem" risulta anche in atti del 1243, 1247, 1248.

## Datazione e struttura
La datazione di un primo edificio è fatto risalire da Cielo alla fine del IX secolo sulla scorta del citato documento dell'889-890 e di acute riflessioni sulla formazione religiosa di santo Stefano Minicillo (nel 942), poi vescovo di Caiazzo: si trattò di una chiesa legata ad un complesso monastico benedettino. La citazione del 961 legata alla committenza di Adelgrima riporta la chiesa nell'ambito di una fondazione privata, legata ad un gruppo familiare vicino alla corte (essendo Adelgrima, moglie di un gastaldo di nome Landolfo), forse con ruolo funerario.

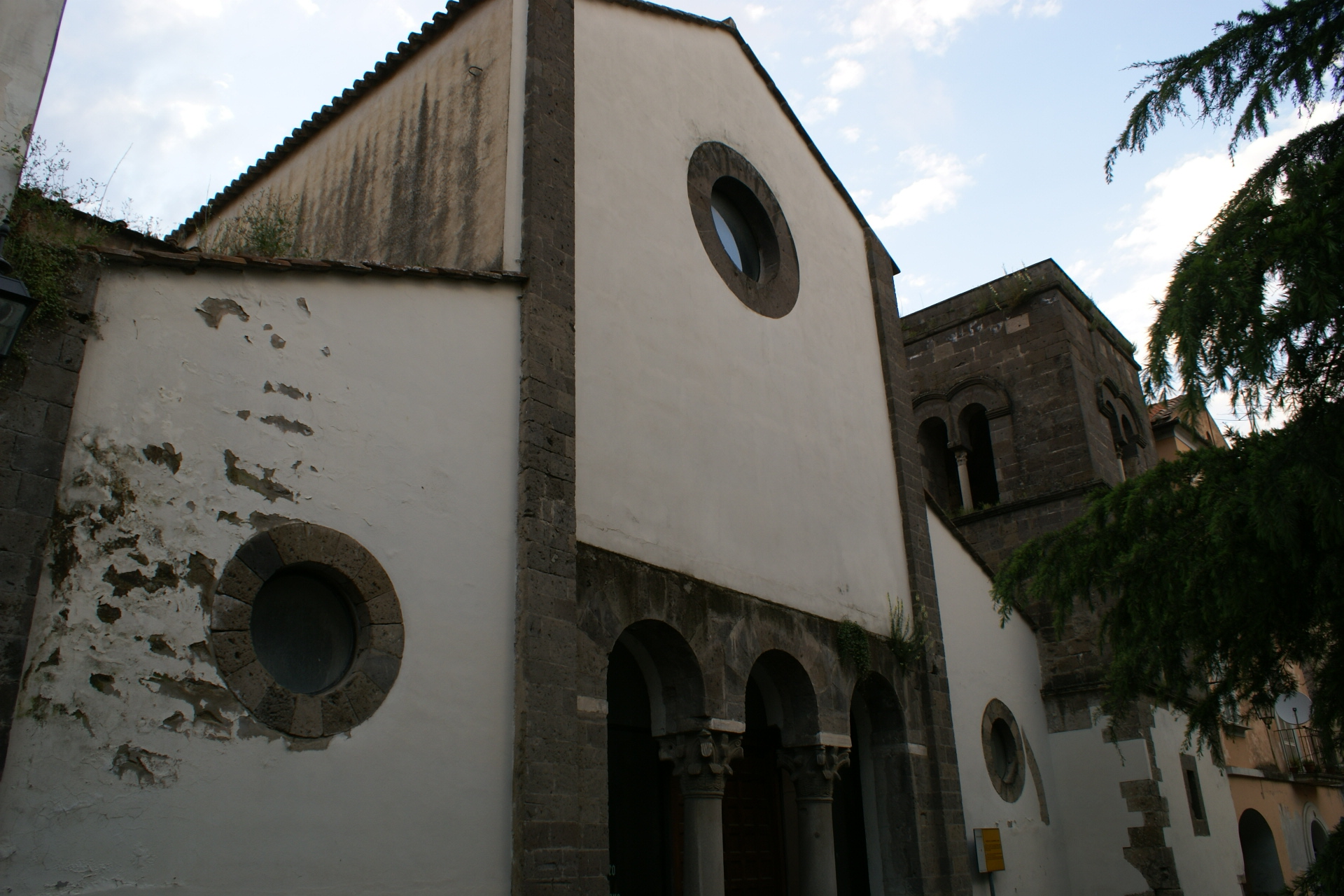
San Salvatore maggiore a corte, facciata

Dibattuta e ancora controversa è la datazione di molte delle strutture architettoniche attuali, specie delle quattro colonne incassate nelle pareti laterali. Secondo Cielo, la struttura attuale è quella originaria, salvo il triforium, originariamente esterno e collegato ad un portico da cui proverrebbero le colonne e i capitelli incassati nelle pareti laterali. L'ipotesi prevalente è che sin dall'origine la chiesa fu a tre navate, con monofore delle navate laterali in asse con le arcate della navata centrale e matroneo affacciato da ambo i lati sulla navata centrale.
Un primo rimaneggiamento sarebbe stato realizzato nello stile dell'età di Desiderio da Montecassino alla fine dell'XI secolo, destinando anche alla fruizione pubblica la chiesa inizialmente nata per l'uso familiare privato.

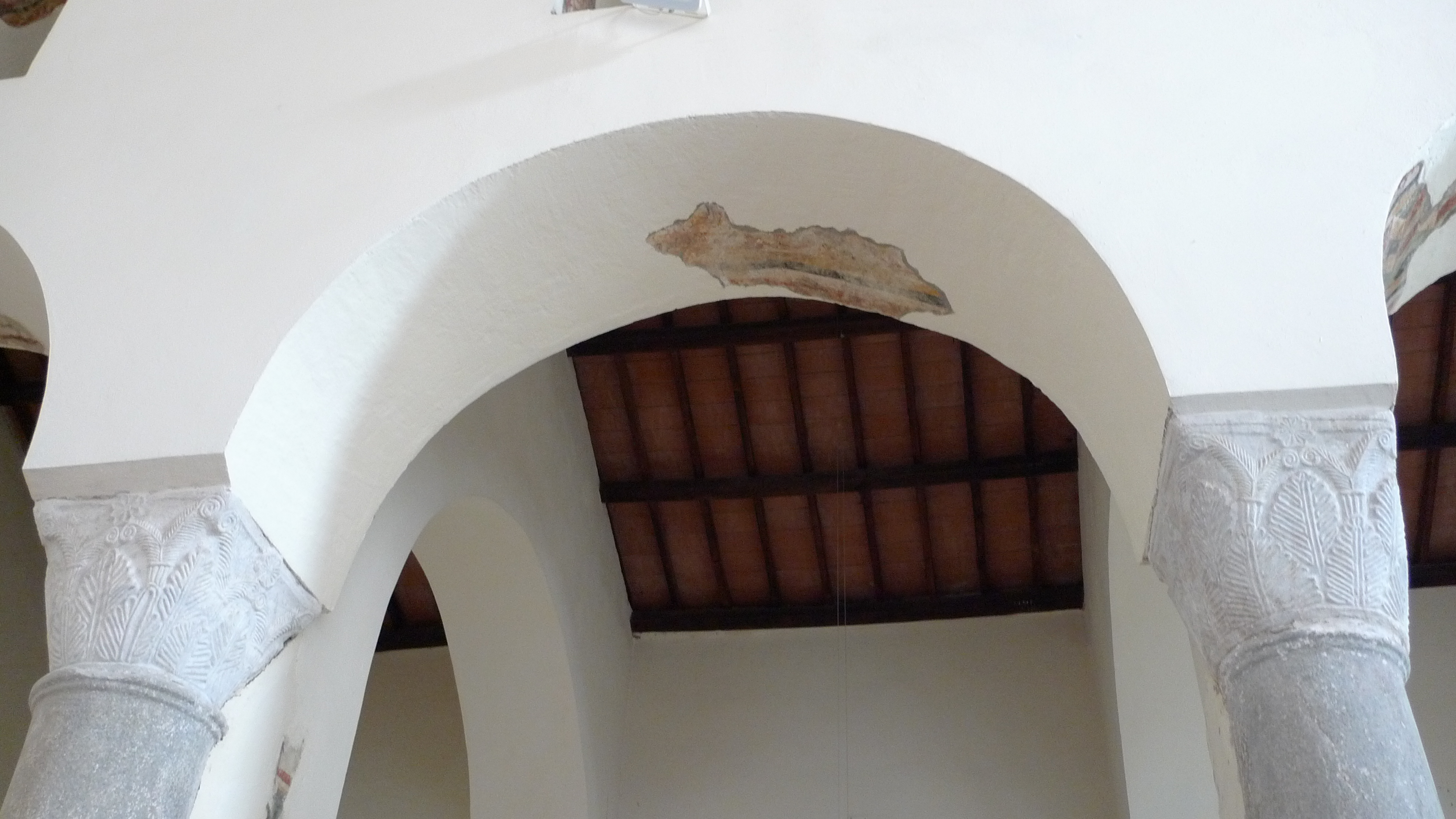
San Salvatore maggiore a corte, capitelli della navata centrale

Ad una fase compiuta in età sveva risalirebbero l'allungamento della navata con l'avanzamento della facciata (che inglobò il triforium/portico originario), l'apertura dei tre oculi in facciata, l'inglobamento dei matronei, l'innalzamento della navata centrale, la realizzazione delle volte a crociera della prima campata delle navate laterali, l'ispessimento delle pareti laterali e la realizzazione del campanile.

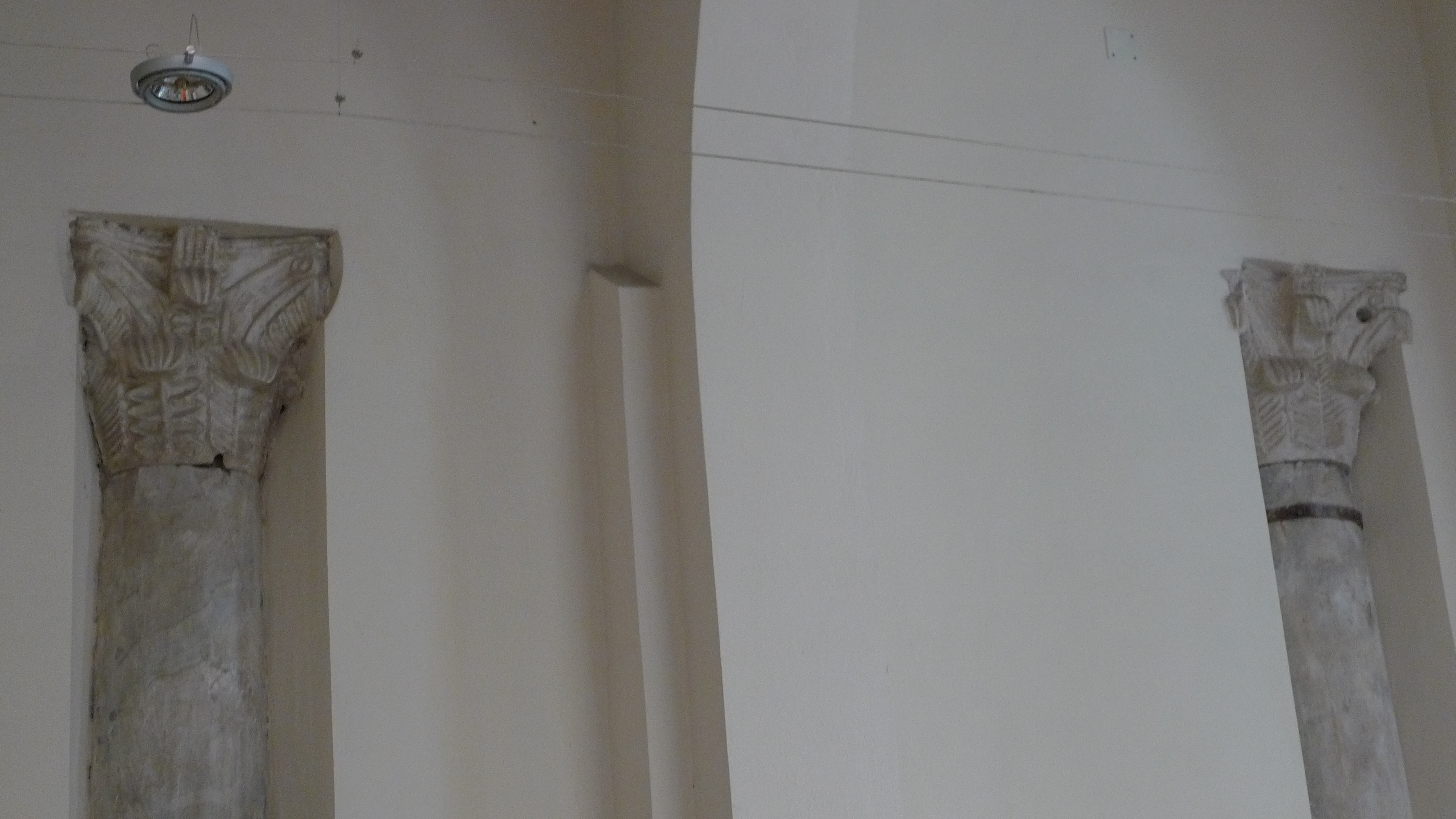
San Salvatore maggiore a corte, colonne incassate nelle pareti laterali

Il primo restauro (1906 - dopo il 1922) ritrovò le colonne delle navate laterali con le basi poste un metro al di sotto del pavimento dell'epoca. I saggi archeologici evidenziarono anche la posizione dell'altare.
Un secondo restauro (1934) fu promosso da Chierici.
Il restauro del 1989 - 1990 (ricordato da Cielo) portò anche all'abbattimento delle pareti in muratura delle arcate laterali del portico, sostituite da vetrate.

## Facciata, campanile e frammenti antichi riusati
La facciata è tripartita da due alte lesene in tufo che marcano l'alzato della navata centrale. Tre finestre / oculi si aprono nelle tre parti. Tre arcate (triforium) danno accesso alla chiesa.

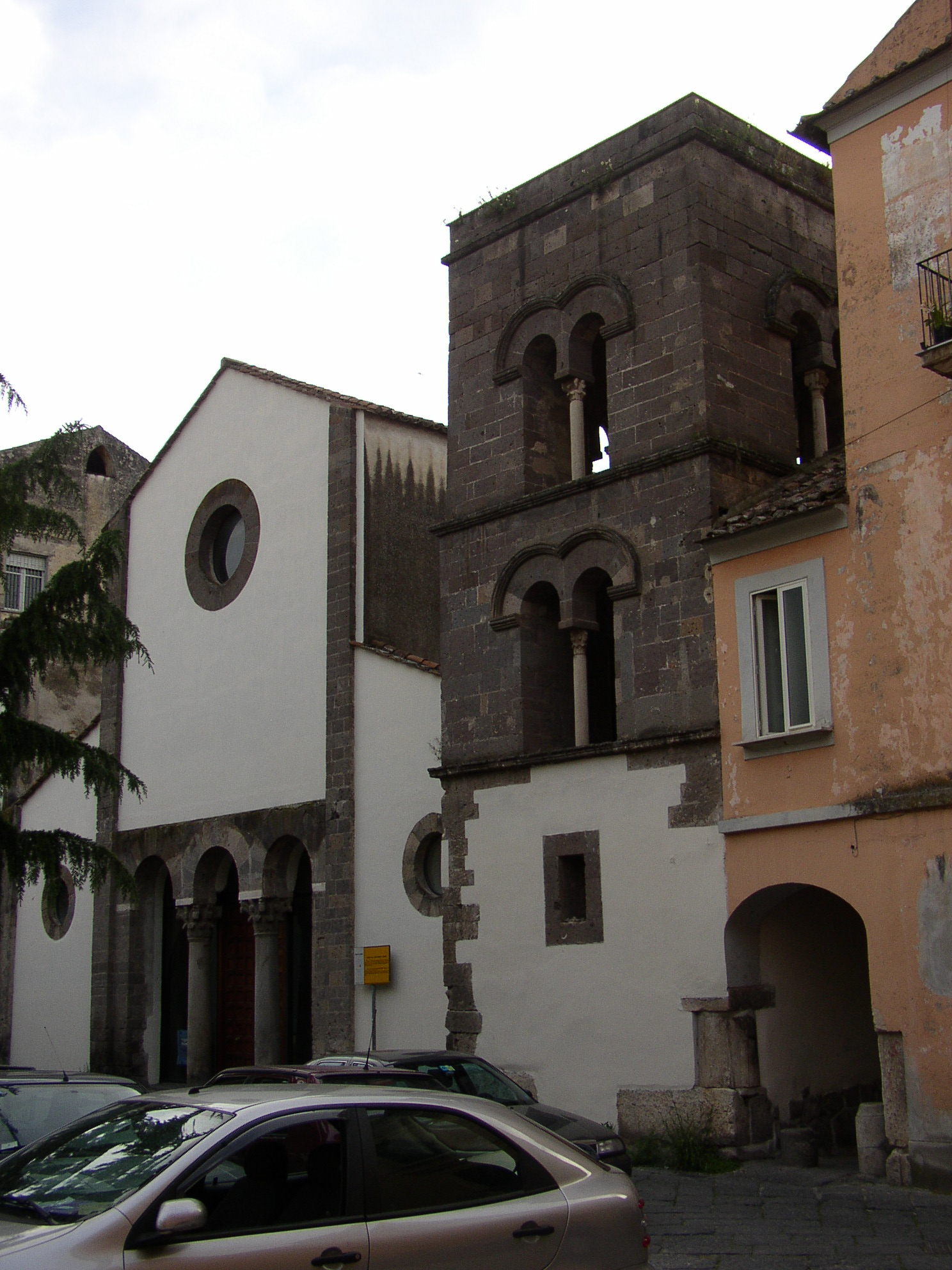
San Salvatore maggiore a corte, facciata e campanile con arco

Sulla sinistra si eleva il campanile, a pianta quadrata. Il primo livello è in pietre calcaree (in parte di riuso) in parte in tufo. I due livelli superiori sono in tufo a vista. Una stretta monofora è sulla facciata del primo livello; una bifora con colonna in calcare che sorregge archi ghierati è al secondo livello; quattro bifore (simili alla precedente) sono sul terzo livello.
Le colonne della bifora recano capitelli scolpiti, di età longobarda.
A destra di chi guarda il campanile dalla facciata è un arco passante al di sotto di una casa addossata al campanile. Agli spigoli dell'arco e in funzione di piedritti dello stesso sono frammenti antichi, in pietra calcarea, riusati (rocco di colonna a sinistra).

## Interno
L'interno è a tre navate, con la centrale di larghezza quasi doppia delle laterali e di altezza doppia.

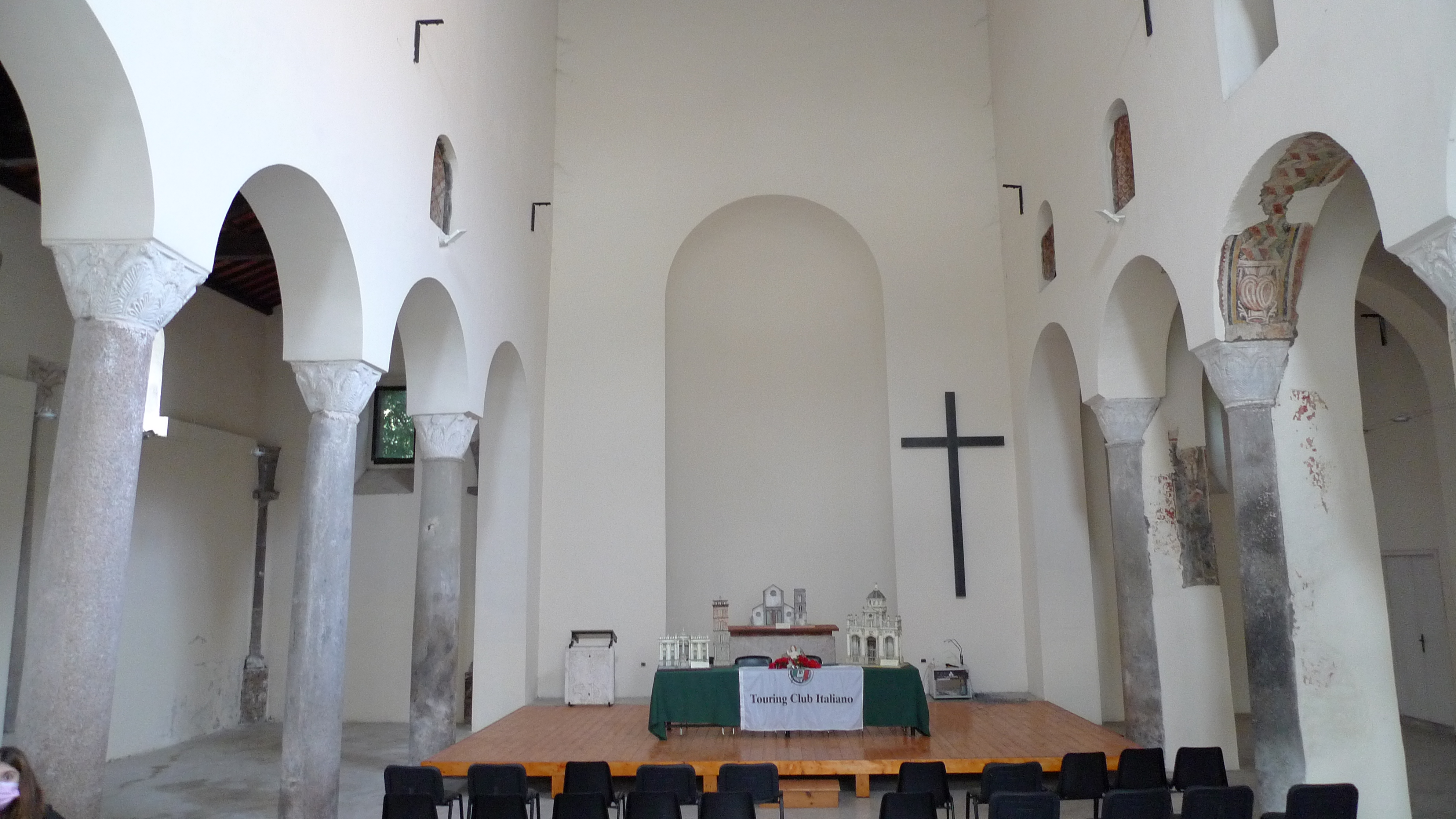
San Salvatore maggiore a corte, navata centrale

La navata è scandita in tre campate da due file di colonne, oggi parzialmente inglobate in pilastri quelle a destra, che sorreggono quattro archi. 

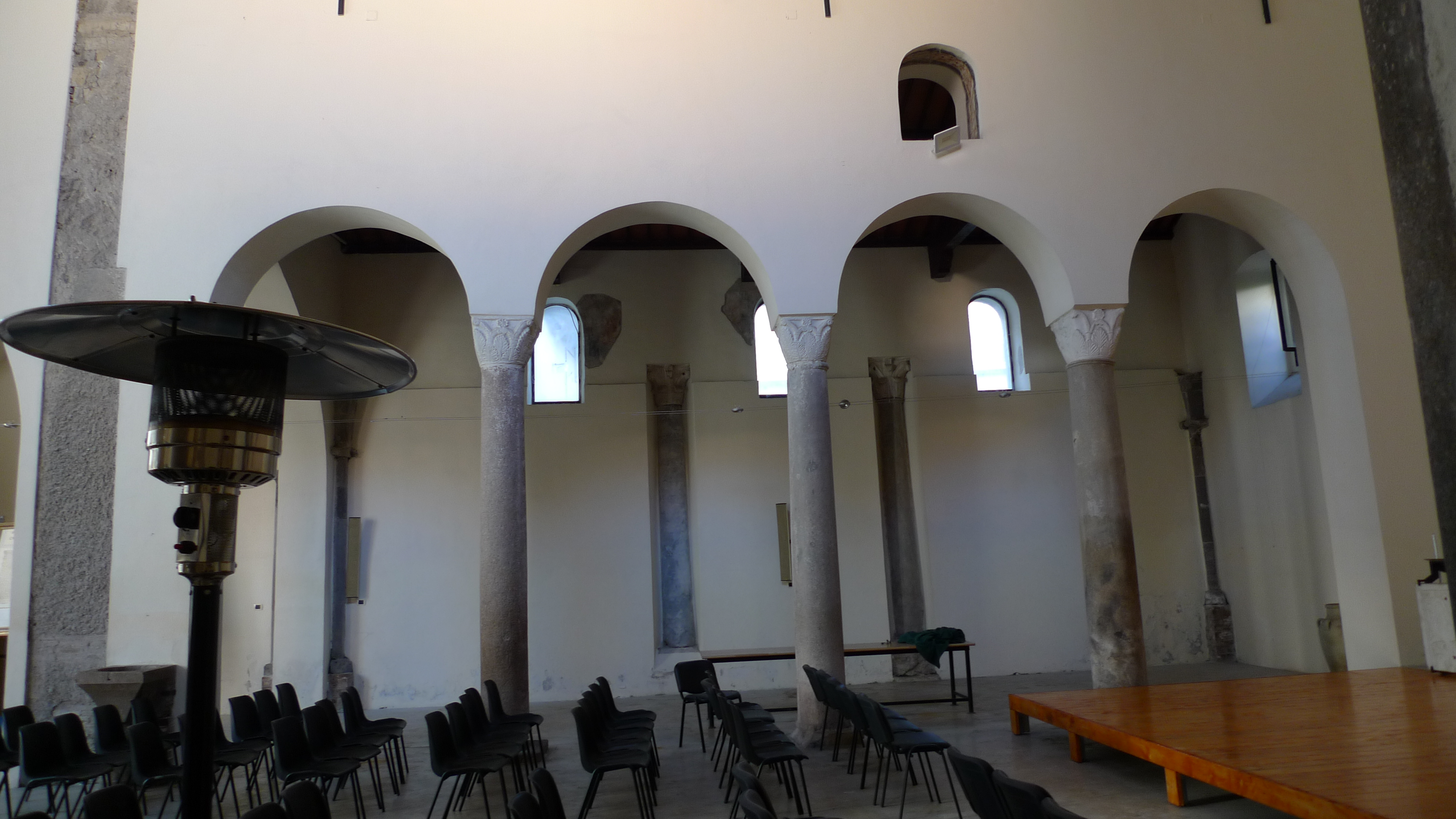
San Salvatore maggiore a corte, prospetto sinistro della navata centrale

Al di sopra degli archi di destra corrono le quattro monofore originarie (aperte sulle navati laterali). 

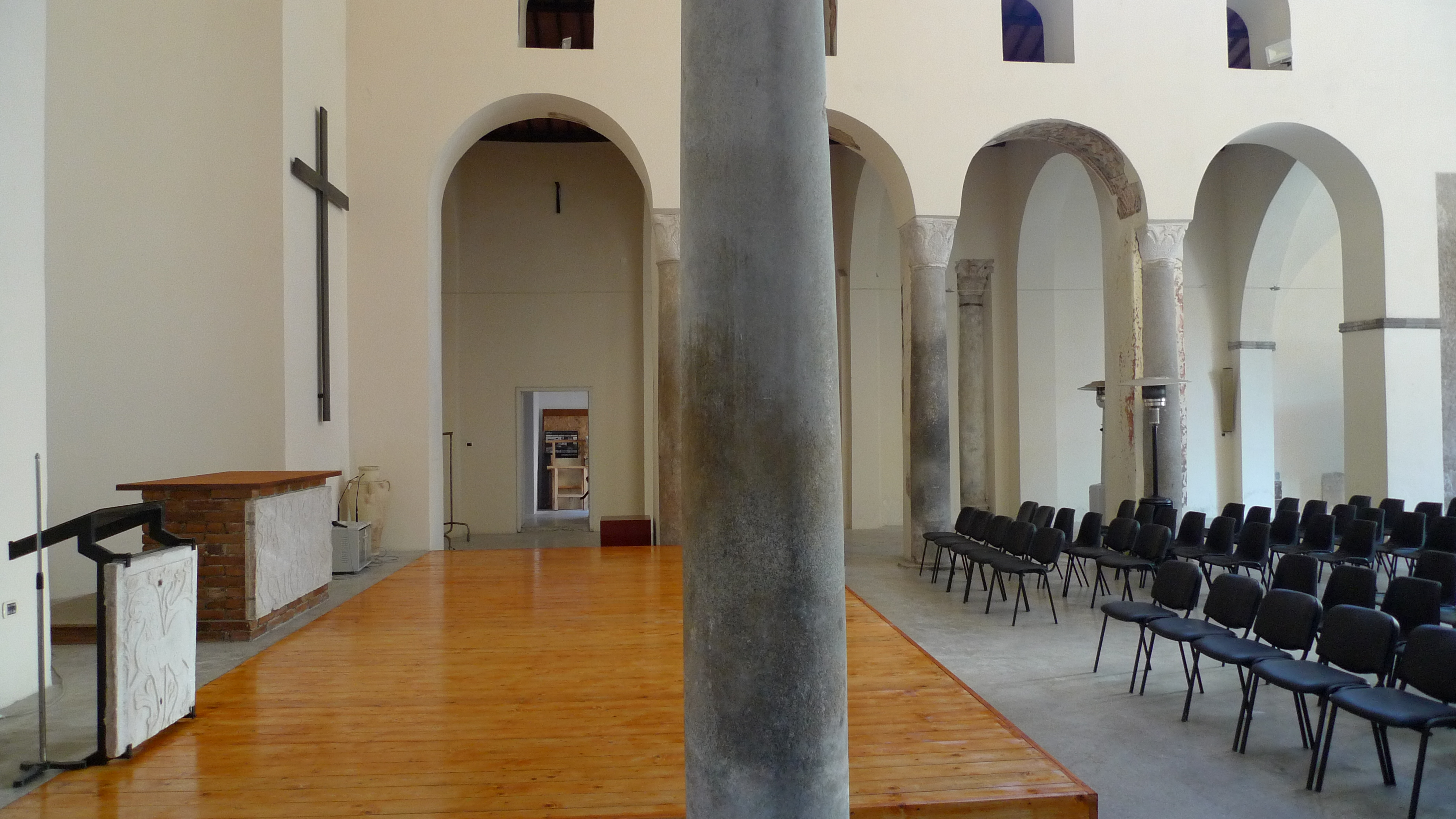
San Salvatore maggiore a corte, prospetto destro navata centrale

In alto sulla parete sinistra della navata maggiore è una bifora, di restauro (1934). La parete destra della navata conserva una sola monofora (anch'essa originaria e oggi aperta sulla navata).

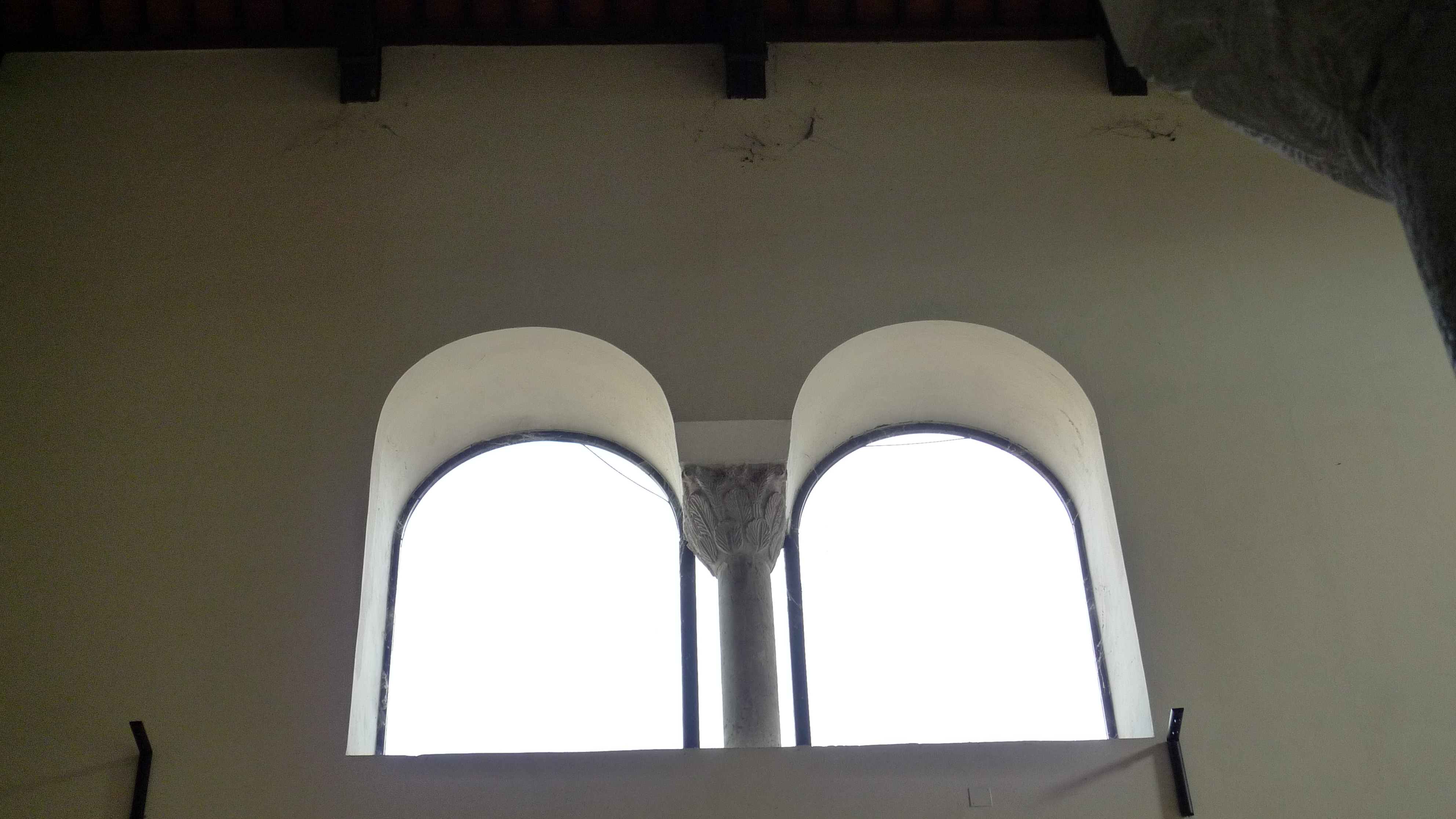
San Salvatore maggiore a corte, bifora navata centrale

Le prime due campate della chiesa sono definite da archi acuti e, nelle navate laterali, da volte a crociera.

## Opere d’arte
Tracce di affreschi del sono presenti negli archivolti della monofore della navata sinistra datati dopo il 960 o intorno al 1000.
Gli affreschi presenti negli archivolti tra navata principale e destra sono coevi agli affreschi di Sant'Angelo in Formis (1080 circa).

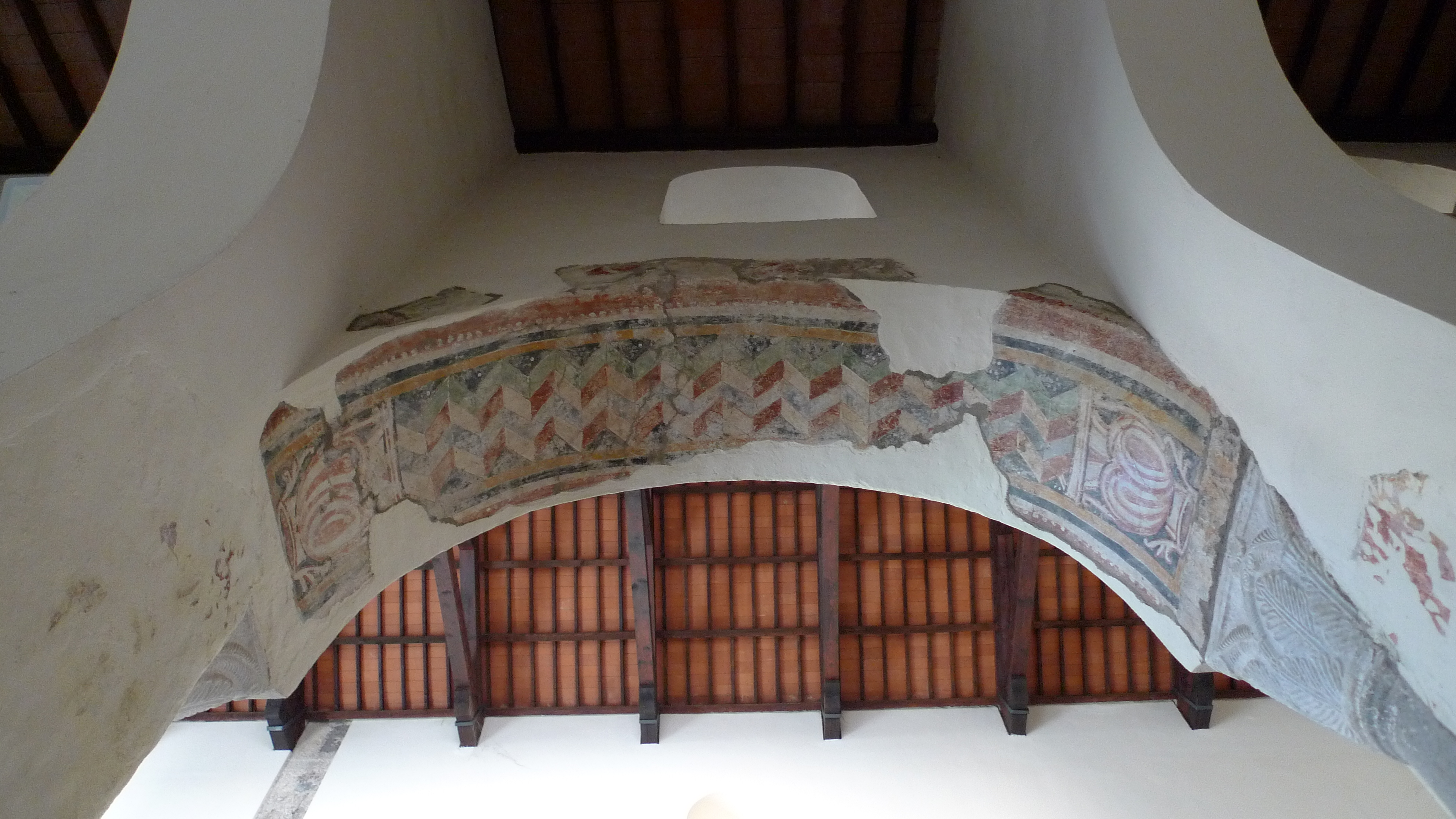
San Salvatore maggiore a corte, archivolto della navata centrale destra

Gli affreschi con i santi raffigurati sui pilatri tra navata maggiore e destra sono tardomedievali (forse dopo 1350).
Sono presenti due lastre rettangolari scolpite a bassorilievo, oggi montate al centro dell'abside e come lettorino, trasferite dai depositi del palazzo arcivescovile nel restauro del 1989-1990. Sono datate agli ultimi anni del IX secolo e raffigurano rispettivamente una coppia di grifoni aureolati, affrontati, con sullo sfondo di fiori stilizzati, e un leone in cammino, su uno sfondo di fiori stilizzati, il tutto reinterpretazione locale di influssi aulici orientali.

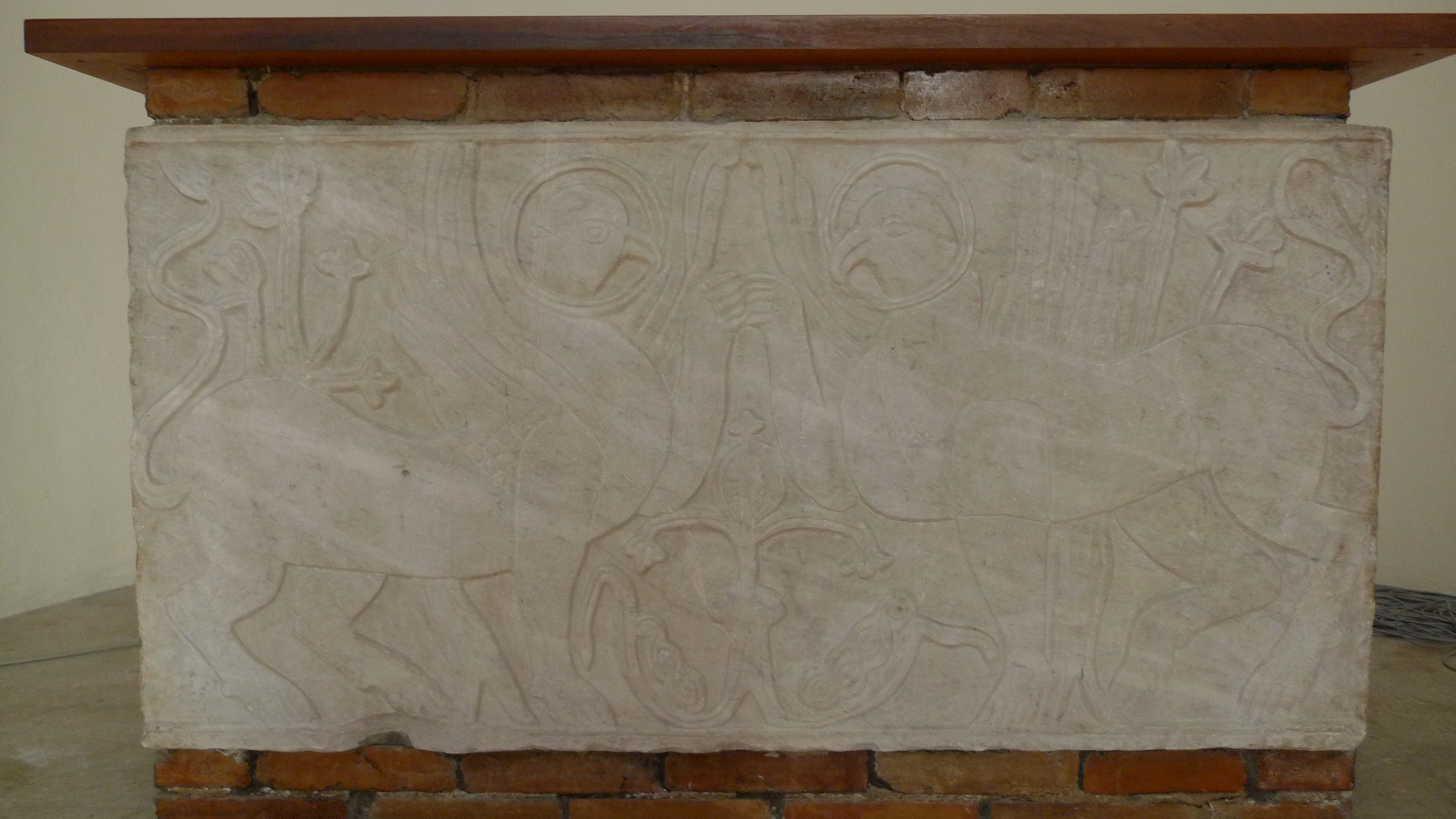
San Salvatore maggiore a corte, lastra scolpita con grifi affrontati (fine secolo IX - inizi secolo X)

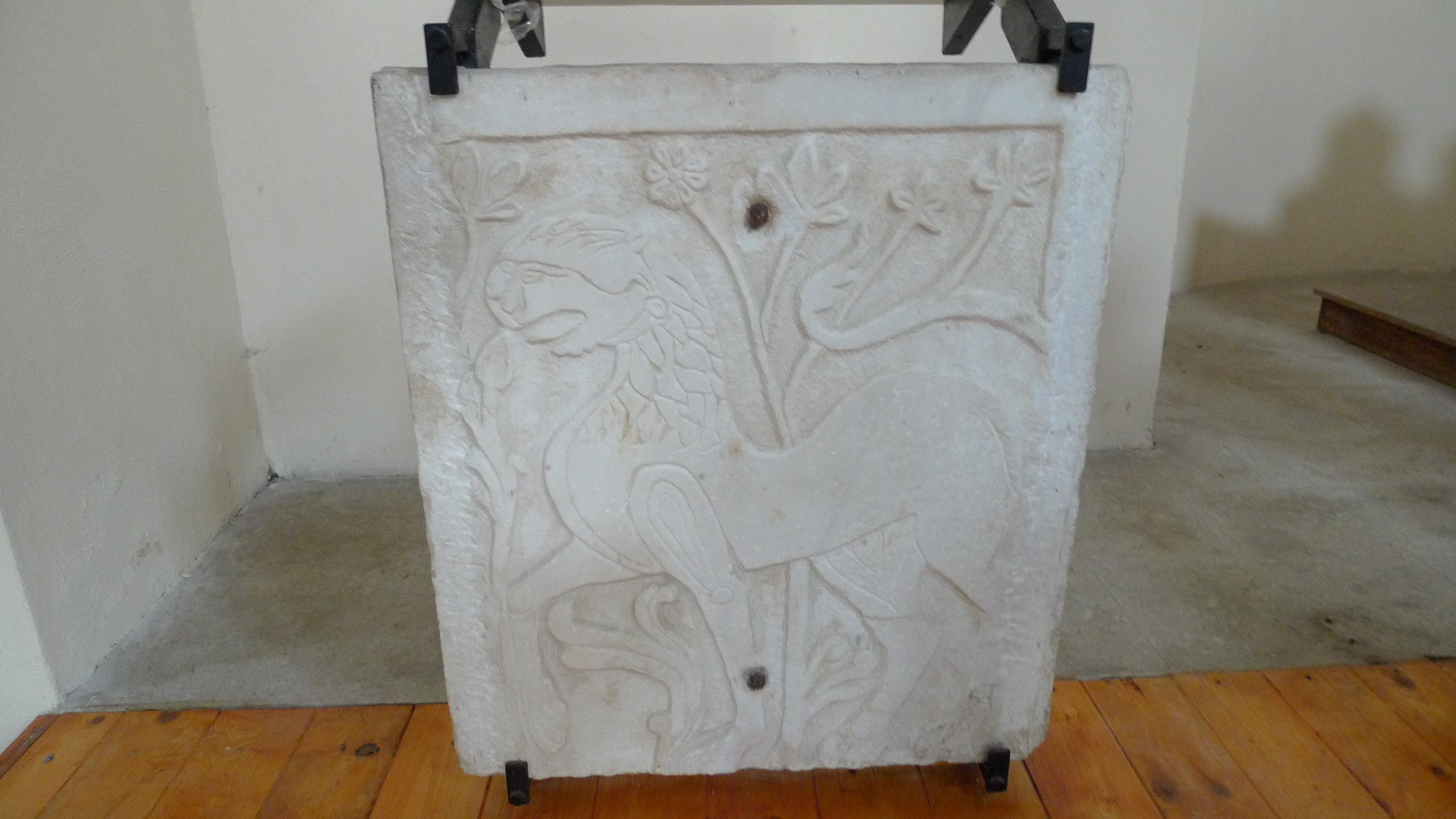
San Salvatore maggiore a corte, lastra scolpita con leone (fine secolo IX - inizi secolo X)

I capitelli sono tra i capolavori dell'arte longobarda e sono di due tipologie differenti; restano circoscritti tra fine IX e primi del X secolo e, secondo Cielo, testimoniano la compiuta consapevolezza artistica della dinastia longobarda capuana.

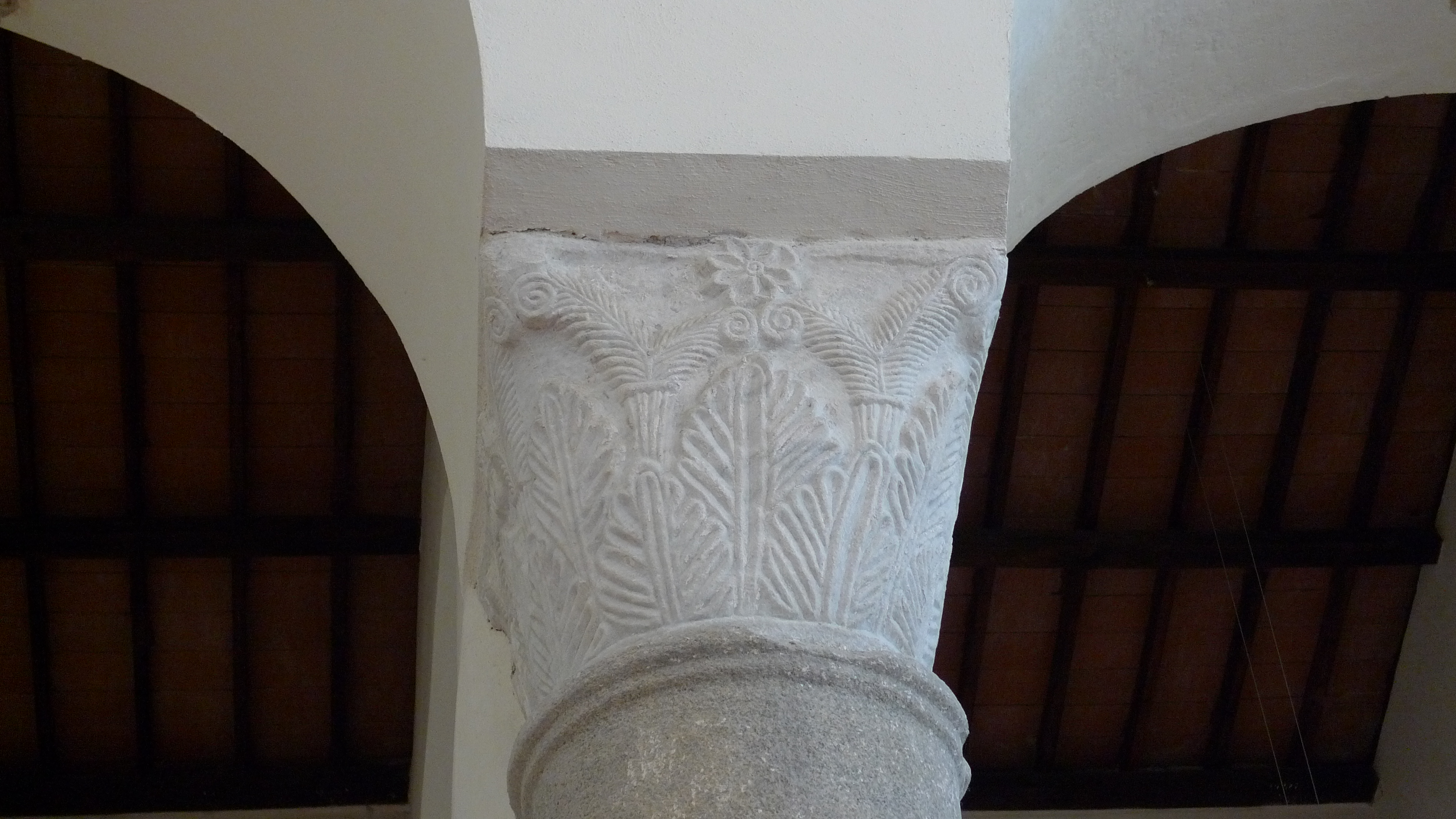
San Salvatore maggiore a corte, capitello navata centrale

Il capitello della bifora (aperta durante i lavori promossi da Chierici nel 1934) è affine e coevo a quelli della navata, sebbene non dello stesso disegno.